# Mademoiselle Avril
Pour plus de détails, voir Fiche technique et Distribution.
Mademoiselle Avril (Fröken April) est un film suédois réalisé par Göran Gentele, sorti en 1958.

## Synopsis
Marcus, un banquier, est amoureux d'une jeune danseuse de ballet, Maj qui, elle, est amoureuse d'Osvald Berg, la star de l'opéra.

## Fiche technique
- Titre : Mademoiselle Avril
- Titre original : Fröken April
- Réalisation : Göran Gentele
- Scénario : Göran Gentele
- Musique : Harry Arnold
- Photographie : Karl-Erik Alberts
- Montage : Wic Kjellin
- Société de production : Europa Film
- Pays :  Suède
- Genre : Comédie romantique
- Durée : 98 minutes
- Dates de sortie : 
  - Suède : 3 novembre 1958

## Distribution
- Gunnar Björnstrand : Marcus Arwidson
- Lena Söderblom : Maj Bergman
- Jarl Kulle : Osvald Berg
- Gaby Stenberg : Vera Stenberg
- Douglas Håge : le chef de chœur
- Hjördis Petterson : Mme. Berg
- Meg Westergren : Anna
- Lena Madsén : Siri
- Olof Sandborg : le directeur de l'opéra
- Sif Ruud : Mme. Nilsson
- Birgitta Valberg : Mlle. Holm, la secrétaire

## Distinctions
Le film a été présenté en sélection officielle en compétition au Festival de Cannes 1959.